# 莲花牌莲花白酒
莲花牌莲花白酒是西峡出产的一种白酒，原产于北京。

## 历史
莲花白本为明朝至清末由御膳房专门酿制的宫廷御酒。1956年生產北京蓮花白的仁和酒店被當局沒收，店主甄富荣流放山西修路，本来就因价昂的而产量低的莲花白停产。1980年代末，甄氏后人将原配方和品牌转让给河南养生殿酒业的前身西峡县豫酒厂生产，曾和北京葡萄酒厂发生注册商标纠纷，纠缠四年后获胜，北京葡萄酒厂于1996年将其于1959年自行恢复的莲花白改称“中华牌”御莲白酒，河南酒厂的产品得以续用莲花牌莲花白酒之名生产迄今，但销售量一直不是很大。